# آلساندرو فریرا لئوناردو
آلساندرو فریرا لئوناردو مهاجم اهل برزیل است که در شهر برزیل و در تاریخ ۱۰ مارس ۱۹۸۷ به دنیا آمده‌است.
آلساندرو فریرا لئوناردو در تیم‌های فوتبال CFZ do Rio سابقهٔ حضور دارد.